# Syzygium assimile
Syzygium assimile là một loài thực vật có hoa trong Họ Đào kim nương. Loài này được Thwaites miêu tả khoa học đầu tiên năm 1859.